# Mount Steele
Mount Steele är med 5073 meter över havet det femte högsta berget i Kanada och det tionde högsta berget i Nordamerika. Berget har också en lägre sydösttopp som är 4300 meter över havet.
Berget är namngivet efter Sam Steele, polischef vid Nordvästra ridande polisen med ansvar för styrkan i Yukon under Guldruschen i Klondike.
Denna artikel är helt eller delvis baserad på material från engelskspråkiga Wikipedia.